# Dorcadion carinipenne
Dorcadion carinipenne là một loài bọ cánh cứng trong họ Cerambycidae.